# 雍沛次成
雍沛次成（？—1958年）藏族，四川乡城人，四水六岗卫教志愿军将领。

## 生平
1958年6月15日，恩珠仓·贡布扎西带着空投前来的两位藏籍美国特工及拉萨附近的部分武装，离开拉萨赴山南地区哲古宗（今属措美县），与从四川省康区经印度、锡金从西藏亚东进入西藏境内的一批人员会合，成立武装“根据地”。1958年6月24日，恩珠仓·贡布扎西召开由27股武装的首领参加的会议，成立“四水六岗卫教志愿军”（以下简称“卫教军”），作为“四水六岗”指挥的武装部队，人数3000人。“卫教军”由恩珠仓·贡布扎西任司令，甲马仓·桑培、夏格仓·朗加多吉等人任副司令。“卫教军”成立时，共有自备枪马的人员800多人，以乡土为单位编为十八个马吉，又将这十八个马吉分为左右两翼：右翼指挥官为康区理塘人拉珠·阿旺，左翼指挥官为恰成人雍沛次成。
1958年6月29日，中国人民解放军一五五团二营六连正在羊八井的麻江山南侧的多松多卡山口设伏，遇到了恩珠仓·贡布扎西率领的四水六岗卫教志愿军。卫教军左翼总指挥雍沛次成率少量部队为尖兵进入六连伏击圈，发现情况后即率部队后撤。六连开火袭击，雍沛次成等人被打死，少数人逃脱。此后双方展开激战，互有伤亡，二营六连三排排长杨连宝也被四水六岗卫教志愿军的姜华亭打死。